# Turistická značená trasa 7350
 Turistická značená trasa 7350 je 2 km dlouhá žlutě značená trasa Klubu českých turistů v okrese Chrudim spojující Míčov se Zbyslavcem. Její převažující směr je západní. Trasa se nachází na území CHKO Železné hory.

## Průběh trasy
Počátek trasy 7350 se nachází v Míčově v nadmořské výšce 530 m na rozcestí se zeleně značenou trasou 4307 z Heřmanova Městce na Lichnici. Z počátku klesá západním směrem po silnici na křižovatku a poté pokračuje po zpevněné lesní cestě. Po opuštění lesa překonává pole a končí u Zbyslavecké ozdravovny na rozcestí s modře značenou trasou 1972 přicházející z Třemošnice a pokračující do Zbyslavce v nadmořské výšce 510 m.

## Historie
V dřívějších dobách vedla trasa 7350 ze silniční křižovatky nejprve po silnici směr Podhradí k mostku přes Lovětínský potok a odtud po pěšině přímo do Zbyslavce.